# 石川慈
石川 慈（いしかわ めぐみ、1988年11月26日 - ）は、愛知県名古屋市出身の日本人の女子柔道選手である。階級は57kg級。身長168cm。得意技は大外刈、寝技。組み手は右組み。段位は五段。血液型はA型。

## 経歴
名古屋で生まれるが、後に半田市へ移った。柔道の指導者だった父親の影響で小学校3年の時に亀崎柔道会で柔道を始めた。なお、母親も形競技に取り組んでいる。
亀崎中学に入学すると、最初は柔道を辞めようと思っていたが、1年の冬に試合で負けたことが悔しくて続けることに決めた。3年の時には全国中学校柔道大会の57kg級で5位となった。オリンピックの63kg級で2連覇を達成した谷本歩実の出身校でも知られる桜丘高校へ進んで寮生活を始めると、3年の時にはインターハイで2位となった。
帝京大学法学部に進学後、1年の時に全日本ジュニアで2位となった。2年の時には優勝大会で3位となった。3年の時には優勝大会で1年先輩の松本薫などとともに帝京大学の優勝に貢献した。体重別団体では2位だった。4年の時には体重別団体で2位、優勝大会で3位にとどまると、学生体重別と講道館杯でも3位だった。
2011年にはコマツの所属になると、8月のユニバーシアード個人戦では準決勝まで全て寝技で一本勝ちすると、決勝では韓国の金ジャンディを巴投げの有効で破って優勝した。団体戦でも全試合を寝技で勝利してチームの優勝に貢献して2冠を達成した。さらに、実業個人選手権でも優勝したが、グランプリ・アムステルダムではギリシャのユリエッタ・ブクバラに合技で敗れて3位だった。11月の講道館杯では決勝で2010年の世界チャンピオンである松本薫に大腰と後袈裟固の合技で一本勝ちして優勝を成し遂げた。なお、この際にはモデル体型の容姿から“クールビューティー”とも評された。大学時代、先輩の松本のことを意識して乱取りでもあまり組んだことはなかったが、先輩のなかでは一番仲が良かったという。12月のグランドスラム・東京では2回戦でフランスのサラ・ロコに大腰で敗れた。
2012年にはワールドカップ・ブダペストの3回戦でドイツのミリアム・ローパーに小外掛で敗れたが、実業団体で優勝した。ワールドカップ・チェジュでも決勝で敬愛高校2年の芳田司を横四方固で破って優勝した。
2013年2月のヨーロッパオープン・オーバーヴァルト決勝では、ヨーロッパ有数の寝業師で知られる地元オーストリアのサブリナ・フィルツモザーを上四方固で破ったのを始め5試合全てを寝技で一本勝ちして優勝した。続くグランプリ・デュッセルドルフでは準々決勝でフランスのオトーヌ・パヴィアに反則負けを喫した以外は4試合全てを寝技で一本勝ちして3位となった。4月のアジア選手権でも決勝で金ジャンディを横四方固で破ったのを始め、全試合を寝技で一本勝ちして優勝を果たした。8月の実業個人選手権では決勝で三井住友海上の玉置桃を腕挫十字固で破って優勝した。10月のワールドコンバットゲームズ団体戦決勝ではブラジルと対戦して、世界チャンピオンのラファエラ・シルバを指導3で破りチームの優勝に貢献した。11月の講道館杯では準決勝で松本に袖釣込腰で敗れて3位だった。続くグランドスラム・東京では2回戦でアメリカのマルティ・マロイに有効で敗れた。
2014年6月の実業団体では優勝を果たした。8月には実業個人選手権の決勝で玉置を指導2で破って2年連続3度目の優勝を飾るも、11月の講道館杯では決勝で会社の7年後輩となる芳田司に指導2で敗れて2位にとどまった。
2015年6月に地元の名古屋で開催された東アジア選手権では得意の寝技でオール一本勝ちで優勝した。また、団体戦でも優勝を飾った。11月の講道館杯では準決勝で山梨学院大学2年の出口クリスタと対戦すると、大内刈で有効を先取されるも横四方固で逆転勝ちすると、決勝でも国士舘大学3年の山本杏に背負投で有効を先取されながら横四方固で逆転勝ちして4年ぶり2度目の優勝を飾った。12月のグランドスラム・東京では2回戦でモンゴルのドルジスレン・スミヤに有効で敗れた。
2016年4月の選抜体重別では準決勝で松本を得意の横返しからの横四方固で破って初めて決勝まで進むも、芳田に燕返の技ありで敗れて2位だった。6月の実業団体では三井住友海上と対戦した際に、玉置に片羽絞で絞め落とされた。大の得意である寝技で敗れる波乱が起こった。7月のグランプリ・ウランバートルでは準決勝まで寝技で一本勝ちすると、地元モンゴルのルハグバトゴー・エンフリーレンとの決勝では体落で技ありを取られるも、終盤に寝技で相手をほとんど抑え込んだところで待てがかかる不可解な判断によって2位に終わった。8月の実業個人選手権では玉置に指導1で敗れた11月の講道館杯では決勝で会社の4年先輩にあたる宇高菜絵を破って、今大会2年連続3度目の優勝を果たした。2017年4月の体重別では初戦で10歳年下となる三井住友海上の舟久保遥香にGSに入ってから小内刈で敗れた。2018年8月の実業個人選手権では準決勝で松本に技ありで敗れて3位だった。11月の講道館杯では3位だった。2019年6月の実業団体では優勝した。
2020年3月に現役を引退した。その後渡米して、一般社団法人GKJN(グローバル・キッズ・柔道・ネットワーク)を立ち上げるとともに、シカゴで柔道指導に当たることになった。

## 戦績
- 2003年 - 全国中学校柔道大会 5位
- 2006年 - インターハイ 2位
- 2007年 - ロシアジュニア国際 3位
- 2007年 - 全日本ジュニア 2位
- 2008年 - 優勝大会 3位
- 2009年 - 優勝大会 優勝
- 2009年 - 体重別団体 2位
- 2010年 - 優勝大会 3位
- 2010年 - 学生体重別 3位
- 2010年 - 体重別団体 2位
- 2010年 - 講道館杯 3位
- 2011年 - 実業団体 2位
- 2011年 - ユニバーシアード 個人戦・団体戦 ともに優勝
- 2011年 - 実業個人選手権 優勝
- 2011年 - 講道館杯 優勝
- 2011年 - グランプリ・アムステルダム 3位
- 2012年 - 実業団体 優勝
- 2012年 - 実業個人選手権 2位
- 2012年 - ワールドカップ・ウランバートル 2位
- 2012年 - 講道館杯 3位
- 2012年 - ワールドカップ・チェジュ 優勝
- 2013年 - ヨーロッパオープン・オーバーヴァルト 優勝
- 2013年 - グランプリ・デュッセルドルフ 3位
- 2013年 - アジア選手権 優勝
- 2013年 - 実業個人選手権 優勝
- 2013年 - ワールドコンバットゲームズ 団体戦 優勝
- 2013年 - 講道館杯 3位
- 2014年 - 実業団体 優勝
- 2014年 - 実業個人選手権 優勝
- 2014年 - ヨーロッパオープン・グラスゴー 優勝
- 2014年 - 講道館杯 2位
- 2015年 - 実業団体 2位
- 2015年 - 東アジア選手権 個人戦・団体戦 ともに優勝
- 2015年 - 実業個人選手権 3位
- 2015年 - 講道館杯 優勝
- 2016年 - 選抜体重別 2位
- 2016年 - グランプリ・ウランバートル 2位
- 2016年 - 実業個人選手権 2位
- 2016年 - 講道館杯 優勝
- 2016年 - グランドスラム・東京 5位
- 2017年 - 国体 3位
- 2018年 - 実業個人選手権　3位
- 2018年 - 講道館杯 3位
- 2019年 - 実業団体　優勝

（出典、JudoInside.com）